# Georges Duvernet
Georges Duvernet (* 1870; † 1955) war ein französischer Bildhauer.

## Leben
Duvernets Schaffensphase fällt in die 1920er und 1930er Jahre, in der er sich vor allem durch seine zahlreichen Bronzeskulpturen einen Namen machte. Neben Tierskulpturen fertigte er chryselephantine Statuetten aus Bronze, Elfenbein und Marmor von meist Frauen in athletischen Positionen (darunter auch Akte) im Stil des Art déco.
Zu seinen bedeutendsten Skulpturen gehören die Figuren Oblivion und Tänzerin mit drei Ringen, die in verschiedenen Versionen aufgelegt wurden. Andere seiner Arbeiten tragen die Titel Tänzerin oder Deux danseuses.